# Las Vegas Country Club
De Las Vegas Country Club is een countryclub in de Verenigde Staten. De club werd opgericht in 1967 als de Las Vegas International Country Club en bevindt zich in Las Vegas, Nevada. De club beschikt over een 18-holes golfbaan met een par van 72 en werd ontworpen door de golfbaanarchitect Ed Ault.
Naast een 18 holesbaan, beschikt de club ook over een zwembad, vier tennisbanen en andere faciliteiten.

## Geschiedenis
In de jaren 1950 was het landgoed het thuisbasis van een paardenrenbaan, de "Las Vegas Downs", maar werd een paar jaar later failliet. Investeerder Joe Brown heeft de grond opgekocht. Later verkocht hij de grond aan Marvin Kratter en die wilde een countryclub bouwen.
Brown wierf golfbaanarchitect Ed Ault aan om een golfbaan te ontwerpen. In 1967 was de clubhuis volledig afgerond en werd samen met de golfbaan officieel geopend voor het publiek in hetzelfde jaar. Hij vernoemde zijn club tot de Las Vegas International Country Club. Later werd de club verkocht aan de hotel, "Bonanza", en de club werd vernoemd tot Bonanza Country Club & Corral. In het najaar van 1970 werd de club verkocht aan de vier zakenpartners van de "Realty Holdings" (Moe Dalitz, Harry Lahr, Nate Adelson en Irwin Molasky) en vernoemden hun club tot de Las Vegas Country Club. De countryclub werd privé in juli 1971 en was alleen toegankelijk voor de clubleden.
In 2009 werden de clubhuis en de golfbaan, door architect Mark Rathert, grondig gerenoveerd.

## Golftoernooien
Voor het golftoernooi voor de heren is de lengte van de baan 6586 m met een par van 72. De course rating is 74,7 en de slope rating is 125.
- Las Vegas Invitational: 1983-1991